# Anina

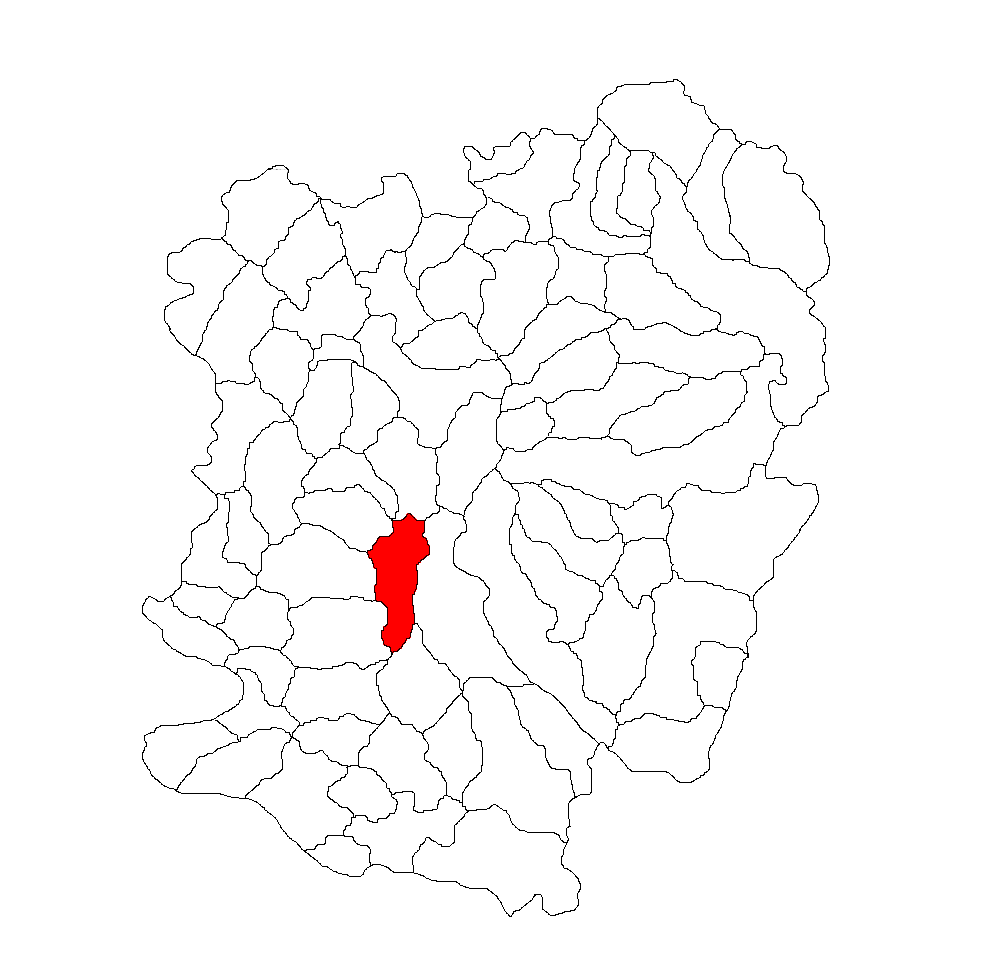
Lage von Anina im Kreis Caraș-Severin

Anina (Ausspracheⓘ, deutsch Steierdorf, ungarisch Stájerlakanina) ist eine Kleinstadt im Kreis Caraș-Severin, Banat, Rumänien.

## Geographische Lage
Die Stadt liegt im Banater Gebirge und war im Laufe des 19. und 20. Jahrhunderts ein wichtiges Zentrum des Steinkohlebergbaus. Ein großer Teil der deutschen Minderheit wanderte in den 1980er und 1990er Jahren nach Deutschland aus. Anina ist Endpunkt der Bahnstrecke Oravița–Anina.

## Geschichte
Die Ortschaft Steierdorf wurde 1773 durch die Ansiedlung von 34 Holzschlägern und Köhlern, die vorwiegend aus der Steiermark und dem österreichischen Salzkammergut kamen, gegründet. Von dem Herkunftsgebiet der Ansiedler, der Steiermark, stammt auch der Name des Ortes.
1790 fand der Köhler Mathias Hammer ein Stück Steinkohle; 1792 wurde bereits mit deren Förderung begonnen. 1858 wurde die erste Steierdorfer Eisenhütte gebaut. Als Folge stieg der Bedarf an Arbeitskräften und es wurden weitere Kolonisten aus der Steiermark, aus Böhmen, aus der Zips (Slowakei, Zipser Sachsen, siehe Zipser in Rumänien), aber auch aus Dörfern der Banater Heide gebracht.
Der Ort Anina wurde 1860 als Siedlung angelegt. Der Name geht zurück auf den Stadtteil Erlental, der als Gewerbegebiet zu dieser Zeit entstand. (Erle heißt rumänisch Anin) Hier haben sich vorwiegend nach dem ersten und besonders nach dem Zweiten Weltkrieg Rumänen angesiedelt, die aus der Kleinen Walachei kamen. Die Köhler wurden eigens gebracht, um den Bedarf an Holzkohle der Hütten aus Oravița und Ciclova zu decken.
Im Jahr 1952 wurde Anina durch die Eingemeindung Steierdorfs zur Stadt erhoben. Am Ortseingang sind zwei Namensschilder, Anina und Steierdorf, angebracht. Von der deutschen Bevölkerung wird der Stadtteil Anina auch Erlental genannt.

## Nachbarorte
| Ticvaniu Mare | Carașova                                    | Slatina Timiș |
| Vršac         | Kompassrose, die auf Nachbargemeinden zeigt | Teregova      |
| Oravița       | Târnova                                     | Bozovici      |

## Wirtschaft
Anina liegt im Banater Bergland und war im Laufe des 19. und 20. Jahrhunderts ein wichtiges Zentrum des Steinkohlebergbaus. Hier gab es Kohle von vorzüglicher Qualität sowie Ölschiefer. Damit wurden Dampfschiffe, Eisenbahnen sowie die Maschinenbauindustrie versorgt. 1856 wurde ein Koksofen und 1861 der erste Hochofen in Betrieb gesetzt. 1913 wurde das Eisenwerk jedoch nach Reșița verlegt. In den 1980er Jahren wurde in dem nahe gelegenen Kraftwerk Crivina der Ölschiefer verfeuert. Heute sind die Kohlevorkommen in Anina weitgehend erschöpft.
Das Bergwerk ist 2006 nach einem tödlichen Unfall geschlossen worden. Durch die jetzt sehr saubere Luft versucht die Stadt, sich im Tourismus zu positionieren.

## Kulturleben
Die Ansiedler errichteten bereits 1774 ein Krankenhaus und eine Schule. 1787 wurde die erste Kirche in Steierdorf gebaut. An ihrer Stelle wurde 1872 die heutige römisch-katholische Kirche im gotischen Stil eingeweiht. Genau so alt ist auch die evangelische Kirche in Steierdorf. Die römisch-katholische Kirche in Anina wurde 1912 eingeweiht. 1922 wurde das Kulturhaus gebaut. 1930 fand die Grundsteinlegung der orthodoxen Kathedrale in Anina statt.
In Steierdorf und Anina gab es eine Vielzahl von Vereinen: der Männergesangsverein (1869), die Freiwillige Feuerwehr (1882), die Berg- und Hüttenarbeiter-Gesellschaft (1897), der Konsumverein (1883).

## Zeittafel
- 1773 – die ersten österreichischen Kolonisten lassen sich auf dem Gebiet des heutigen Ortes Steierdorf nieder und bilden eine Arbeiterkolonie. Sie benennen den Ort nach ihrem Herkunftsgebiet Steirer-Dorf, später Steierdorf
- 1786 – Baubeginn der ersten römisch-katholischen Kirche und der ersten Schule
- 1790 – Mathias Hammer macht den ersten Steinkohlefund im Andreas-Tal
- 1792 – Beginn des Kohleabbaus in Steierdorf
- 1846 – Steierdorf hat sich zu einem bedeutenden Bergbauzentrum entwickelt
- 1847 – Bau der Landstraße Oravita – Steierdorf – Bozovici
- 1851 – die ersten Böhmen werden angesiedelt
- 1854 – das Kohlebergwerk wird von der österreichisch-ungarischen Staatseisenbahn-Gesellschaft übernommen. Bau des Eisenkombinats
- 1858 – erstmals wird die Siedlung Anina erwähnt
- 1859 – Steierdorf wird durch den Zusammenschluss mit Anina zur Gemeinde erhoben und Franz Hirspeck zum ersten Bürgermeister gewählt. Die neue Gemeinde heißt Steierdorf.
- 1860 – Bau der Eisenbahnstrecke Steierdorf – Anina – Oravita
- 1896 – Gründung des Männergesangsvereins
- 1873 – Einweihung der römisch-katholischen Kirche in Steierdorf
- 1882 – Gründung der Freiwilligen Feuerwehr Anina
- 1883 – Gründung des Konsumvereins
- 1886 – Baubeginn der Trinkwasserleitung
- 1893 – Gründung des Kurbads Sommerfrische
- 1897 – Gründung der Berg- und Hüttenarbeiter-Gesellschaft
- 1901 – Gründung der römisch-katholischen Kirche in Anina
- 1923 – Baubeginn des Aninaer Krankenhauses
- 1914 – Einführung der Elektrifizierung
- 1922 – Bau des Kulturhauses
- 1930 – Grundsteinlegung der orthodoxen Kathedrale in Anina
- 1945 – Deportation der Angehörigen der deutschen Minderheit in arbeitsfähigem Alter zur Zwangsarbeit in die Sowjetunion
- 1950 – das erste unterirdische Gesundheitszentrum Rumäniens entsteht in Anina
- 1952 – Anina wird durch die Eingemeindung Steierdorfs zur Stadt erhoben
- 1990 – Gründung des Demokratischen Forums der Deutschen in Steierdorf

## Söhne und Töchter der Stadt
- Franz Rosenberger (1895–1967), Komponist und Militärmusiker
- Geza Slovig (1897–1944), Kirchenmusiker, Musikpädagoge und Komponist
- Ion Timofte (* 1967), Fußballspieler